# ISS-Expeditie 40
ISS-Expeditie 40 was de veertigste missie naar het Internationaal ruimtestation ISS. De missie begon op 13 mei 2014 met het vertrekken van het Sojoez TMA-11M-ruimtevaartuig vanaf het ISS met drie bemanningsleden van ISS-Expeditie 39 aan boord. 

## Bemanning
| Bevelhebber       | Steven R. Swanson, NASA 3e ruimtevlucht  | Steven R. Swanson, NASA 3e ruimtevlucht  |                                          |                                          |
| Flight Engineer 1 | Aleksandr Skvortsov, RSA 2e ruimtevlucht | Aleksandr Skvortsov, RSA 2e ruimtevlucht |                                          |                                          |
| Flight Engineer 2 | Oleg Artemjev, RSA 1e ruimtevlucht       | Oleg Artemjev, RSA 1e ruimtevlucht       |                                          |                                          |
| Flight Engineer 3 |                                          | Maksim Surajev, RSA 2e ruimtevlucht      | Maksim Surajev, RSA 2e ruimtevlucht      | Maksim Surajev, RSA 2e ruimtevlucht      |
| Flight Engineer 4 |                                          | Gregory R. Wiseman, NASA 1e ruimtevlucht | Gregory R. Wiseman, NASA 1e ruimtevlucht | Gregory R. Wiseman, NASA 1e ruimtevlucht |
| Flight Engineer 5 |                                          | Alexander Gerst, ESA 1e ruimtevlucht     | Alexander Gerst, ESA 1e ruimtevlucht     | Alexander Gerst, ESA 1e ruimtevlucht     |